# Cirrhilabrus temminckii
Cirrhilabrus temminckii är en fiskart som beskrevs av Bleeker, 1853. Cirrhilabrus temminckii ingår i släktet Cirrhilabrus och familjen läppfiskar. IUCN kategoriserar arten globalt som otillräckligt studerad. Inga underarter finns listade i Catalogue of Life.